# Olene Walker
Olene Smith Walker (ur. 15 listopada 1930 w Ogden, zm. 28 listopada 2015 w Salt Lake City) – amerykańska polityk, gubernator stanu Utah w latach 2003–2005, zastępczyni gubernatora w latach 1993–2003, znana głównie ze swojej działalności na rzecz rozwoju systemu edukacji w stanie Utah.

## Wczesne życie i edukacja
Urodziła się w 15 listopada 1930 w Ogden w stanie Utah jako Olene Smith. Była drugim z pięciorga dzieci Thomasa O. Smitha i Niny Hadley Smith. Oboje jej rodziców było nauczycielami i dodatkowo prowadzili farmę o powierzchni 100 akrów. Jej ojciec był nadzorcą okręgu szkolnego Ogden przez 25 lat, aż do przejścia na emeryturę.
W 1953 zdobyła Bachelor’s degree na Uniwersytecie Brighama Younga z politologii, w 1954 stopień magistra politologii na Uniwersytecie Stanforda, a w 1981 stopień doktora administracji edukacyjnej na Uniwersytecie Utah.
Od 1969 do 1992 pełniła funkcję wiceprezesa w rodzinnej firmie Country Crisp Foods.

## Kariera polityczna
Od 1970 do 1973 była konsultantem ds. Edukacji w Departamencie Edukacji USA. Od 1974 do 1979 była dyrektorem Programu Wolontariackiego Okręgu Szkolnego Salt Lake City. W 1980 założyła fundację Salt Lake Education Foundation i była jej dyrektorem przez 9 lat.
Była reprezentantką w stanowym parlamencie od 1981 do 1989.
W latach 1989–1992 pełniła funkcję dyrektora Wydziału Rozwoju Społeczności Utah.
Od 1993 do 2003 pełniła funkcję zastępcy gubernatora Utah. Była pierwszą kobietą, która pełniła tę funkcję. W czasie swojej kadencji kierowała wieloma inicjatywami, takimi jak programy edukacyjne i programy rozwoju siły roboczej. Kierowała Grupą Zadaniową ds. Reformy Opieki Zdrowotnej, która ustanowiła Program Ubezpieczeń Zdrowotnych dla Dzieci, zapewniający tanią opiekę zdrowotną dzieciom z Utah. Walker zwołała także Komitet Koordynacyjny ds. Bezdomnych w Utah, którego celem było położenie kresu bezdomności chronicznemj poprzez tworzenie tanich mieszkań i usług wsparcia.
Po tym jak w 2003 gubernator Mike Leavitt zrezygnował z urzędu, aby zostać administratorem Environmental Protection Agency, 5 listopada Walker przejęła jego funkcję na drodze sukcesji i została pierwszą kobietą na tym stanowisku. Pełniąc urząd nie zawsze zgadzała się ze swoją partią w kluczowych sprawach. Na przykład zawetowała ustawę o kuponach do szkół publicznych, tłumacząc, że jej zdaniem zmniejszyłoby to budżet stanu przeznaczony na finansowani szkół. W 2004 podpisała ustawę, zgodnie z którą kara śmierci nie mogła być już wykonywana przy użyciu plutonów egzekucyjnych. Partia Republikańska zdecydowała się nie nominować jej jako swojego kandydata w najbliższych wyborach. Zakończyła swoją kadencję 3 stycznia 2005.
W 2005 została dołączona do galerii sławy instytutu politologii Hinckley Institute of Politics przy Uniwersytecie Utah.

## Wyniki wyborów
| Rok  | Wybory                                   | Partia | Partia               | Główny przeciwnik | Główny przeciwnik                           | Wynik            | Wynik | Wynik   |
| Rok  | Wybory                                   | Partia | Partia               | Główny przeciwnik | Główny przeciwnik                           | Głosy powszechne | %     | Wygrana |
| ---- | ---------------------------------------- | ------ | -------------------- | ----------------- | ------------------------------------------- | ---------------- | ----- | ------- |
| 1982 | Wybory do Senatu stanu Utah w 24. okręgu |        | Partia Republikańska |                   | Douglas B. Tate (Demokrata)                 | 4 621            | 56,20 | T       |
| 1984 | Wybory do Senatu stanu Utah w 24. okręgu |        | Partia Republikańska |                   | Dave Van Langevied (Demokrata)              | 4 022            | 41,74 | T       |
| 1986 | Wybory do Senatu stanu Utah w 24. okręgu |        | Partia Republikańska |                   | Vincent P. Shepard (Demokrata)              | 3 209            | 49,58 | T       |
| 1988 | Wybory do Senatu stanu Utah w 24. okręgu |        | Partia Republikańska |                   | Paula Julander (Demokratka)                 | 4 328            | 47,16 | N       |
| 1992 | Wybory na zastępcę gubernatora w Utah    |        | Partia Republikańska |                   | Frances H. Merrill (Niezależna Partia Utah) | 321 713          | 42,19 | T       |
| 1996 | Wybory na zastępcę gubernatora w Utah    |        | Partia Republikańska |                   | Shari Holweg (Demokrata)                    | 503 693          | 74,97 | T       |
| 2000 | Wybory na zastępcę gubernatora w Utah    |        | Partia Republikańska |                   | Karen Hale (Demokrata)                      | 424 837          | 55,77 | T       |

## Życie prywatnie
Była Mormonką. W 1954 poślubiła Myrona Walkera i zmieniła swoje imię i nazwisko z Olene Smith na Olene Smith Walker. Wraz z mężem przeprowadziła się do Bostonu, aby Myron Walker mógł studiować na Uniwersytecie Harvarda i pracować nad swoją pracą dyplomową z administracji biznesowej. Przeprowadzali się 10 razy w ciągu 13 lat, aż na dłużej osiedlili się w Salt Lake City w Utah. Mieli siedmioro dzieci.

## Śmierć
Umarła 28 listopada 2015 w Salt Lake City w Utah. Jej śmierć przeżyli: jej mąż, siedmioro dzieci, 25 wnucząt i 25 prawnucząt. Została pochowana na Salt Lake City Cemetery.